# Stelis denticulata
Stelis denticulata är en biart som beskrevs av Heinrich Friese 1899. Stelis denticulata ingår i släktet pansarbin, och familjen buksamlarbin. Inga underarter finns listade i Catalogue of Life.